# Gunung Adeng
Gunung Adeng är ett berg i Indonesien.   Det ligger i provinsen Provinsi Bali, i den sydvästra delen av landet, 900 km öster om huvudstaden Jakarta. Toppen på Gunung Adeng är 1 826 meter över havet, eller 316 meter över den omgivande terrängen. Bredden vid basen är 1,7 km. Gunung Adeng ligger på ön Bali.
Terrängen runt Gunung Adeng är kuperad åt nordost, men åt sydväst är den bergig.Runt Gunung Adeng är det tätbefolkat, med 530 invånare per kvadratkilometer. Närmaste större samhälle är Munduk, 8,6 km nordväst om Gunung Adeng. I omgivningarna runt Gunung Adeng växer i huvudsak städsegrön lövskog.